# Federacja Zielonych
Federacja Zielonych (wł. Federazione dei Verdi, Verdi) – włoska partia ekologiczna, od 2008 pozaparlamentarna.
Przed wyborami w 2001 partia ta sformowała wraz z socjaldemokratami grupę Il Girasole (Słonecznik). Stała się ona częścią koalicji Drzewo Oliwne, uzyskując 16 miejsc w Izbie Deputowanych.
W wyborach do Parlamentu Europejskiego w 2004 startowała jako osobna lista, zyskując 2,5% głosów, czyli w efekcie dwoje eurodeputowanych – Monikę Frassoni i Seppa Kusstatschera, którzy należeli do grupy Zieloni – Wolny Sojusz Europejski.
Federacja Zielonych należy do Europejskiej Partii Zielonych.